# Ida (orkaan)
Orkaan Ida was een dodelijke en destructieve Atlantische orkaan van categorie 4 die (na orkaan Katrina) de op één na meest schadelijke en intense orkaan werd die ooit de Amerikaanse staat Louisiana heeft getroffen. Qua kracht van aanlanding in de staat door maximale wind was Ida vergelijkbaar met orkaan Laura een jaar eerder en de orkaan Last Island uit 1856. Ook veroorzaakte de storm catastrofale overstromingen in de Noordoostelijke Verenigde Staten. Met een schade van ten minste $50,1 miljard (2021 USD), waarvan $18 miljard aan verzekerde verliezen in Louisiana en waarvan $100 miljoen in Cuba, is het tot op heden de op zes na duurste tropische cycloon, en daarmee overtreft het orkaan Ike van 2008. Volgens CoreLogic zouden de door Ida veroorzaakte overstromingen naar schatting $16 tot 24 miljard aan schade hebben veroorzaakt, waardoor het de duurste storm is die de regio heeft getroffen sinds orkaan Sandy in 2012.
Ida is de negende naamdragende storm, de vierde orkaan en de tweede grote orkaan van het Atlantische orkaanseizoen 2021, en is op 23 augustus ontstaan uit een tropische golf in de Caraïbische Zee. Op 26 augustus nam de golf in kracht toe en werd het een tropische depressie. Later die dag werd het ter hoogte van Grand Cayman een tropische storm. Op 27 augustus werd Ida onder gunstige omstandigheden een orkaan, net voordat deze over het westen van Cuba trok. Een dag later onderging de orkaan een snelle intensivering boven de Golf van Mexico en bereikte zijn piekintensiteit als een sterke orkaan van categorie 4 bij het naderen van de noordelijke Golfkust, met maximale aanhoudende winden van 240 km/u en een minimale centrale druk van 929 millibar. Op 29 augustus kwam Ida aan land in de buurt van Port Fourchon, Louisiana en verwoestte aldaar de kustplaats Grand Isle. Eenmaal op land verzwakte Ida gestaag. Op 30 augustus werd het een tropische depressie en draaide naar het noordoosten. Twee dagen later werd Ida een posttropische cycloon. Deze trok vervolgens door de Noordoostelijke Verenigde Staten en zorgde er aldaar voor dat meerdere regenrecords werden verbroken. Op 2 september trok Ida de Atlantische Oceaan in. Daarna verplaatste het overblijfsel naar de Golf van St. Lawrence. Daar bleef het een paar dagen stilstaan, waarna het op 4 september werd opgenomen in een ander zich ontwikkelend dieptepunt.
Ida brak palmbomen omver en vernietigde veel huizen in Cuba tijdens zijn kortstondige passage over het land. In Louisiana hadden in zijn spoor van vernieling in totaal meer dan een miljoen mensen geen elektriciteit. Zware infrastructurele schade was toegebracht in het zuidoostelijke deel van de staat, en de kustgebieden kregen extreem zware overstromingen te verduren. De dijken van New Orleans hebben het overleefd, alhoewel de schade aan de hoogspanningsleidingen in de hele stad groot was. Ook was er aanzienlijke vernietiging van planten in de staat. De overblijfselen van de storm veroorzaakten op 1 september een verwoestende tornado-uitbraak en catastrofale stortvloeden in de Noordoostelijke Verenigde Staten. Overstromingen in de stad New York leidden tot de sluiting van een groot deel van het transportsysteem.
Op 15 september zijn in totaal 112 Ida-gerelateerde doden bevestigd, waaronder 96 in de Verenigde Staten en 20 in Venezuela. In de Verenigde Staten vielen 30 doden in Louisiana, 30 in New Jersey, 18 in New York, 5 in Pennsylvania, 3 in Mississippi, 2 in Alabama, 2 in Maryland, 1 in Virginia en 1 in Connecticut. De storm heeft 43 indirecte doden veroorzaakt, waaronder 20 doden in Venezuela als gevolg van overstromingen van Ida's voorloper. Een man uit Louisiana werd doodgebeten door een alligator nadat hij door het hoogwater van Ida heen liep. Twee elektriciteitswerkers overleden tijdens het repareren van door de storm veroorzaakte schade aan het elektriciteitsnet. In New Orleans en Jefferson Parish overleden vier mensen als gevolg van koolmonoxidevergiftiging tijdens het gebruik van generatoren met ontoereikende ventilatie. Nadat de storm was gepasseerd, werd bijna alle olieproductie langs de Golfkust stilgelegd. In Louisiana werden duizenden noodbemanningsleden ingezet; honderden inwoners werden gered. In de zwaarst getroffen gebieden zouden stroomstoringen naar verwachting een maand lang kunnen aanhouden. De noodtoestand werd uitgeroepen voor Louisiana en delen van het noordoosten. Ook werden verschillende sportevenementen verplaatst, uitgesteld of geannuleerd vanwege de storm.